# 惠特曼 (明尼蘇達州)
惠特曼（英語：Whitman）是位於美國明尼蘇達州威諾納縣羅靈斯通鎮區的一個非建制地區。

## 地理
惠特曼所處的海拔為高於海平面205米（即673英呎），而該地所採用的時區為UTC-6，即北美中部時區（CST）。同時該地設有夏令時間，為UTC-6調快一小時，即UTC-5（CDT）。